# Tietoevry
Tietoevry Oyj, Tietoevry Corporation, (tidigare namn Tietotehdas, TT Tieto, Tieto och Tietoenator) är ett finländskt börsnoterat IT-program- och IT-serviceföretag. Företaget har cirka 24 000 anställda och är verksamt i cirka 20 länder. Tietoevry har sitt huvudkontor i Esbo och är börsnoterat på Helsingforsbörsens, Stockholmsbörsens och Oslobörsens Large Cap-listor. Företagets kunder återfinns främst inom  energisektorn, skogsindustrin, bank- och finanssektorn samt hälso- och sjukvårdssektorn.

## Historik

### Tietotehdas, TT Tieto och Tieto i Finland (1968–1999)
Tieto startade sin verksamhet 1968 som Tietotehdas Oy i Esbo, Finland. De första åren var Tietotehdas närmast ett datacenter åt sina ägare. Datasystem utvecklades och underhölls främst för Föreningsbanken i Finland (då Nordiska föreningsbanken, en av ursprungen till Nordea) och dess kunder, och för några företag inom skogsbranschen.
Under 1970-talet breddades kundbasen och mindre ("midrange") datorer introducerades vid sidan av de tidigare stordatorerna. Persondatorer blev vanliga på 1980-talet. Företaget organiserades enligt de olika branscher kunderna representerade.
På 1990-talet skedde en snabb tillväxt genom en rad förvärv, fusioner och strategiska allianser. I december 1995 förvärvade Tietotehdas den finska statens datacenter (VTKK-Yhtymä Oy) och bytte namn till TT Tieto Oy. Förvärvet av Avancer år 1996 medförde att Tieto kraftigt ökade sin exponering inom telekomsektorn kraftigt. Företagsnamnet ändrades 1998 till Tieto Corporation Oyj.

#### Kommundata
Kommundata grundades 1968 som en gemensam datorcentral för svenska kommuner. På 1970-talet var 267 av 277 kommuner anslutna och Kommundata administrerade löner, ekonomisystem, bidrag med mera. På 1980-talet inrättade allt fler kommuner egna datacentraler. År 1994 såldes Kommundata och blev till slut en del av Tieto.

### Enator i Sverige, Danmark, Norge och Finland (1977–1999)
Enator Corporation bildades 1977 och var ett konsultföretag med syfte att stödja företaget Pronator med mjukvara och projektledning.
Enatorkoncernen bildades 1995 när Celsius AB, ett svenskt börsnoterat företag, fusionerade sin IT-verksamhet som man hade förvärvat mellan 1991 och 1994. Fram till och med 1994 bedrevs IT-verksamheten i tre separata dotterbolag: Telub, Enator och Dialog. Sammanslagningen mellan de tre dotterbolagen ledde fram till ett omstruktureringsprogram som avslutades 1997. Under våren 1996 delades koncernen ut till Celsius aktieägare och noterades på Stockholmsbörsens O-lista under namnet Enator.
Under 1998 genomförde Enator en rad förvärv för att stärka företagets exponering mot den offentliga sektorn. Företaget förvärvade 51 procent av aktierna i Programmera, ett Stockholmsbaserat konsultföretag. Dessutom tog företaget över två små IT-företag – Kvatro Telecom i Trondheim och SoftProjekt i Hamburg – och avyttrade verksamheten i Enator Telemekanik. I april 1999 förvärvade Enator företaget NetDesign i Danmark. I juli 1999 fusionerades Enator med Tieto.

### Tietoenator (1999–2008)
År 1999 fusionerades Tieto och Enator för att bilda Tietoenator. Detta skedde efter att Tieto lagt ett offentligt uppköpserbjudande för Enator. 68 procent av Tietoenators aktiekapital överfördes till Tietos aktieägare. Bolaget styrdes från huvudkontoret i Finland och Tietos dåvarande vd, Matti Lehti, valdes till chef för företaget. Det nya företaget blev ett av de största IKT-företagen i Europa - det hade 10 335 anställda och en omsättning på cirka 6,5 miljarder finska mark. Finska Tieto hade cirka 6 500 anställda och svenska Enator ca 6 000 anställda.
2000-talets ökande globalisering inom IT-branschen ledde till att Tietoenator satsade mer på internationell verksamhet. Offshoreverksamheten startades 2004. TietoEnator slog 2007 in på en ny väg som återförde företagets fokus till norra Europa. Dock behölls den globala räckvidden inom utvalda sektorer, såsom telekom.

### Tieto (2009–2018)
År 2009 förändrades organisationen till en som byggde på landsorganisationer, branscher och globala tjänster. TietoEnator bytte officiellt namn 2009 till Tieto Corporation. Hannu Syrjälä, dåvarande vd, avgick i april 2011. I juli utsågs Kimmo Alkio, tidigare vd för F-Secure, till hans efterträdare.
I juni 2015 undertecknade Tieto ett avtal om att förvärva Software Innovation, ett mjukvaruföretag inom Enterprise Content Management (ECM) i de nordiska länderna. I december 2015 undertecknade Tieto ett avtal om att förvärva Smilehouse, ett ledande företag inom digitala handelslösningar med verksamhet i främst Finland och Sverige.
År 2016 introducerades Empathic Building på Tietos huvudkontor i Esbo – en teknik som analyserar personalflöden samt beläggningsgrad i kontorets lokaler. Med olika sensorer och displayer kan anställda se var de kan hitta lediga mötesrum, var deras kollegor är samt vad olika arbetsytor har för temperatur, ljudnivå etcetera i realtid. Byggnaden tilldelades en platinacertifiering i certifieringssystemet Leadership in Energy and Environmental Design. I oktober 2020 såldes Empathic Building-tekniken till Haltian.

### Evry i Norge och Sverige (2010–2019)
Huvudartikel: EVRY

### Tietoevry (2019 till nutid)
Fusionen av Tieto och det norska företaget Evry tillkännagavs i juni 2019. Avsikten var att expandera på den nordiska marknaden. Det nya företaget blev Tietoevry med över 24 000 anställda och en beräknad omsättning på över tre miljarder euro för räkenskapsåret 2020. Utöver kontant ersättning tilldelades EVRY:s aktieägare 37,5 procent av aktierna i det nya bolaget. Tomas Franzén, medlem av Tietos styrelse, utsågs till ordförande i Tietoevrys styrelse och Tietos vd, Kimmo Alkio, valdes till chef för det nya företaget. Förvärvet bidrog till att Apax Partners blev den största aktieägaren i Tietoevry med en andel på cirka 20 procent. Fusionen slutfördes den 5 december 2019 och företaget noterades på Oslobörsen samma datum. Tietoevry är också noterat på Helsingforsbörsen och Stockholmsbörsen.
I augusti 2020 undertecknade Rättsregistercentralen ett upphandlingsavtal värt 10 miljoner euro med Tietoevry. I oktober signerade Tietoevry ett avtal värt närmare 30 miljoner euro med Västerås stad. I november slöt man även ett avtal värt 10 miljoner euro med Stockholm stad.

## Organisation
Tietoevrys huvudkontor ligger i Kägeludden, Esbo. Tietoevrys vd var 2021 Kimmo Alkio medan styrelsens ordförande var Tomas Franzén.
Våren 2020 var 4 600 av företagets anställda baserade i Sverige, 4 400 i Norge, 4 200 i Indien och 3 200 i Finland.
År 2021 delades företaget in i sex affärsområden:
- Digital rådgivning
- Molntjänster och infrastrukturlösningar
- Industriell mjukvara
- Lösningar för finansiella tjänster
- Produktutvecklingstjänster
- Internationell verksamhet

Tietoevry är noterat på Helsingfors-, Stockholm- och Oslobörsen. Den 31 oktober 2021 var Tietoevrys största aktieägare Solidium Oy, Ömsesidiga Pensionsförsäkringsbolaget Ilmarinen, Ömsesidiga Pensionsförsäkringsbolaget Elo, Statens Pensionsfond i Finland och Nordeas fonder.

### Partners
Tietoevry samarbetar med Microsoft inom offentliga molntjänster. De har också ett gemensamt utbildningsprogram där tusentals personer med erfarenhet inom Azure är certifierade av Tietoevry.

## Produkter och tjänster
Tietoevry erbjuder sina kunder molntjänster och IT-tjänster och -system som bolaget också utvecklar och underhåller. Det erbjuder också tjänster inom bland annat finansiering.
Tietoevrys kunder är verksamma inom många sektorer, inklusive hälso- och sjukvård, bank- och finanssektorn samt inom skogsindustrin.
Under våren 2020 hade Tietoevry en marknadsandel på cirka 20 procent i Finland, mer än 20 procent i Norge och 14 procent i Sverige. Bland kunderna fanns däckföretaget Goodyear, betaltjänstföretaget Getswish, försäkringsbolaget Folksam, norska departement och Stockholms stad. I Finland var företagets kunder bland annat Lassila & Tikanoja, Suominen och Ahlstrom-Munksjö.
Tietoevry stöder Tietoallas tjänster och Terveyskylä-projektet för Helsingfors och Nylands sjukvårdsdistriktet. Företaget testar även biometriska betalkort med OP Gruppen. Utöver detta verkar även Tietoevry som bland annat leverantör av moln- och infrastrukturtjänster till Ömsesidiga Pensionsförsäkringsbolaget Ilmarinen.

## Socialt ansvar
Tietoevry och Wärtsilä är några av grundarna till forumet Committed Energy som bildades 2018 för att bidra till ren energi. I december 2020 klättrade TietoEVRY upp på välgörenhetsorganisationen CDP:s A-lista som utvärderar företags klimat- och miljöåtgärder. Företaget ansågs ha varit mest framgångsrikt i att förebygga klimatrisker. Företag som hamnar på A-listan är de som har satt upp ambitiösa miljö- och klimatmål, varit transparenta med dem samt tagit hänsyn till dem i sin verksamhet. CDP bedömde totalt 5 800 företag, varav fem procent kom med på A-listan.
I februari 2021 rankades Tietoevry som etta i en studie gjord av Talouselämä där de jämförde hållbarhetsindex mellan de 40 företag som noterats på Helsingforsbörsen. I studien ställdes samtliga företag mot fyra kriterier som mäter värdering och avkastning.
Tietoevry har även utvecklat ett typsnitt som kallas The Polite Type i samarbete med Finlands barn- och ungdomsstiftelse. Typsnittet är baserat på öppen källkod och ersätter kränkande ord med neutrala ordval.

## Datorhaveri
Den 25 november 2011 inträffade ett hårdvarufel i ett av Tietos svenska datacenter, vilket påverkade ett 50-tal av företagets kunder, bland annat Apoteket (e-recept kunde inte expedieras), Bilprovningen (besiktningar skedde manuellt), SBAB Bank och Stockholms stad (skolwebben). Kristina Westerlind, kommunikationschef på Tieto, kommenterade händelsen till DN: – Det är ett hårdvarufel som är väldigt svårt att i nuläget förutse hur lång tid det tar att återställa allt till det normala. Det kan gå fort eller det kan ta lång tid. Den 30 november fungerade åter Apotekets e-recept och SBAB. Den 13 december var i stort sett all drift tillbaka till normalt. Sekretessavtal med kunder förhindrade Tieto att berätta exakt vilka som var drabbade. Den 22 februari 2012 kom Myndigheten för samhällsskydd och beredskap (MSB) ut med rapporten Reflektioner kring samhällets skydd och beredskap vid allvarliga it-incidenter. I mars 2012 släppte Tieto rapporten som utreder själva händelsen.

## Ransomwareattack
En rysk grupp kallad Akira riktade lördagen den 20 januari 2024 en hackerattack mot Tietoevry med stora följdverkningar för samhället. 
Enligt SVT drabbades 120 myndigheter, bland annat Tandvårds- och läkemedelsförmånsverket som förlorade både 20 års data och alla backupper.
Flera kommuner, regioner och privata företag drabbades och tvingades övergå till manuella rutiner med papper och pennor eller stänga delar av sin verksamhet.